# María Pujol
María Pujol, död 8 januari 1767, känd som La Napa, var en spansk kvinna som avrättades för häxeri. 
Hon var fattig och bosatt i Prats de Llusanés. Grannar anklagade henne för att ha stulit från fruktträdgårdar och kycklingar från bondgårdar för att kunna äta. 
År 1766 hittades den styckade kroppen av en 4-årig flicka, och María Pujol misstänktes för mordet. När hennes hus genomsöktes återfanns bitar av flickan där.
Grannar fann María Pujol vid Roc Foradat, där de uppgav att de fann henne i färd med att tillverka salvor. De anklagade henne för att dyrka djävulen och ha mördat flickan för att amputera hennes arm och tagit hennes lever för att tillverka magiska trollsalvor. Hon överfördes till Barcelona, där hon ställdes inför rätta för häxeri. Hon dömdes till avrättning genom hängning. Hon var av allt att döma den sista person som avrättades för häxeri i Katalonien och troligen Spanien.